# Char Us núr
Char Us núr (mongolsky Хар Ус Нуур, což znamená doslova Černá voda jezero) je jezero v Kotlině Velkých jezer v Chovdském ajmagu na západě Mongolska. Je to druhé největší sladkovodní jezero v zemi. Má rozlohu asi 1486 km² a dosahuje hloubky 4,5 m. Leží v nadmořské výšce 1157 m.

## Pobřeží, ostrov
Pobřeží je nízké, místy bažinaté. Jezero je rozdělené ostrovem Ak-Baši (274 km²) na dvě části. Ostrov oddělují od pevniny na severu i jihu jen úzké průlivy.

## Vodní režim
Do východní části ústí řeka Chovd a ze západní části odtéká průtok k jezeru Char núr.

## Vlastnosti vody
Hladina jezera v zimě zamrzá. V lednu dosahuje tloušťka ledu až 1 m.

## Fauna
Jezero je bohaté na ryby. Žije na něm mnoho vodního ptactva a aklimatizovaly se zde ondatry.